# Mwandafisi
Mwandafisi è un ward dello Zambia, parte della Provincia Orientale e del Distretto di Katete.